# Nepidae
Gli scorpioni d'acqua (Nepidae Latreille, 1802) sono una famiglia di insetti acquatici Nepomorfi (ordine Rhynchota, sottordine Heteroptera). Devono il loro nome al profilo del corpo, delle zampe anteriori e del sifone respiratorio che ricordano vagamente gli scorpioni.

## Morfologia

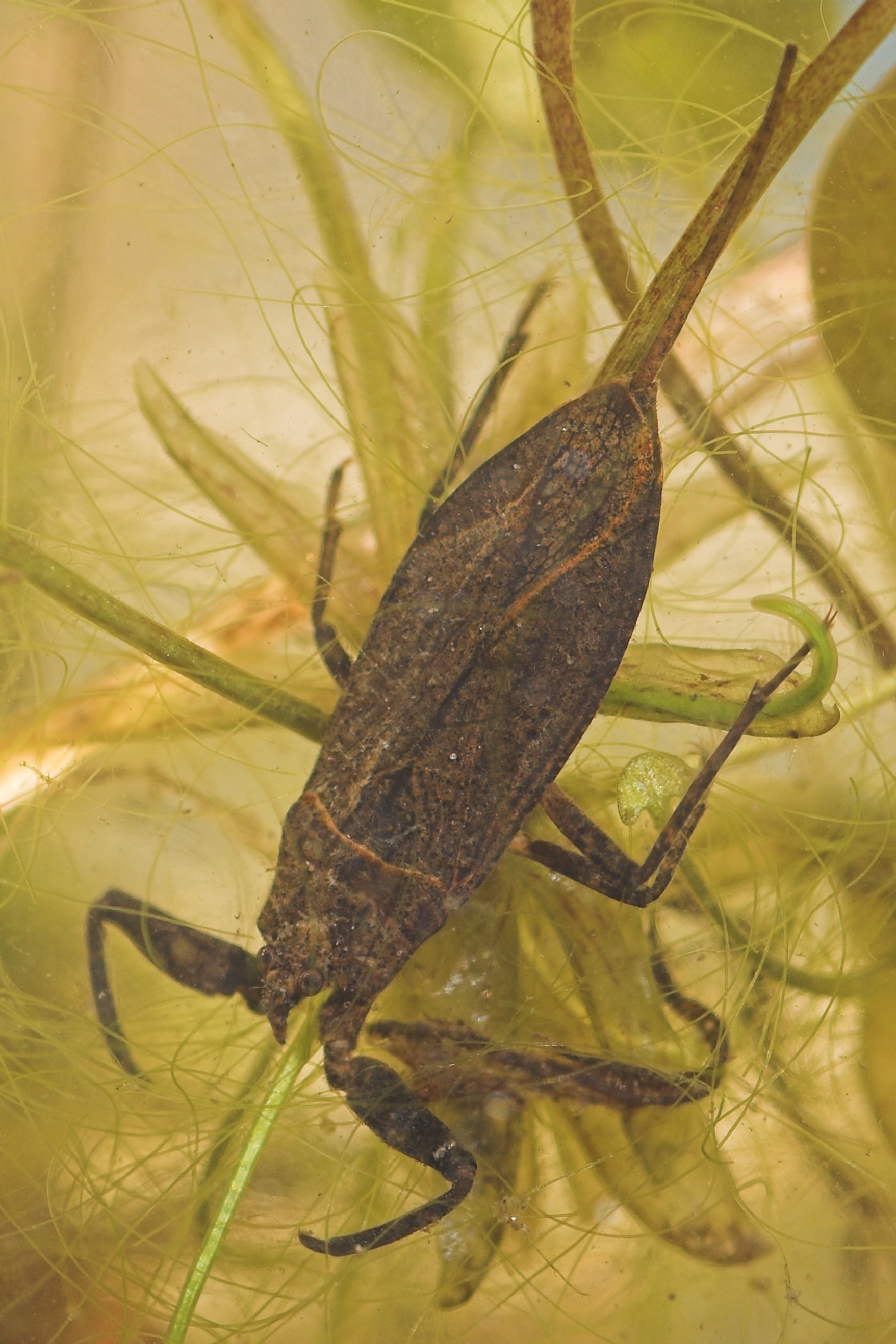
Nepa cinerea.

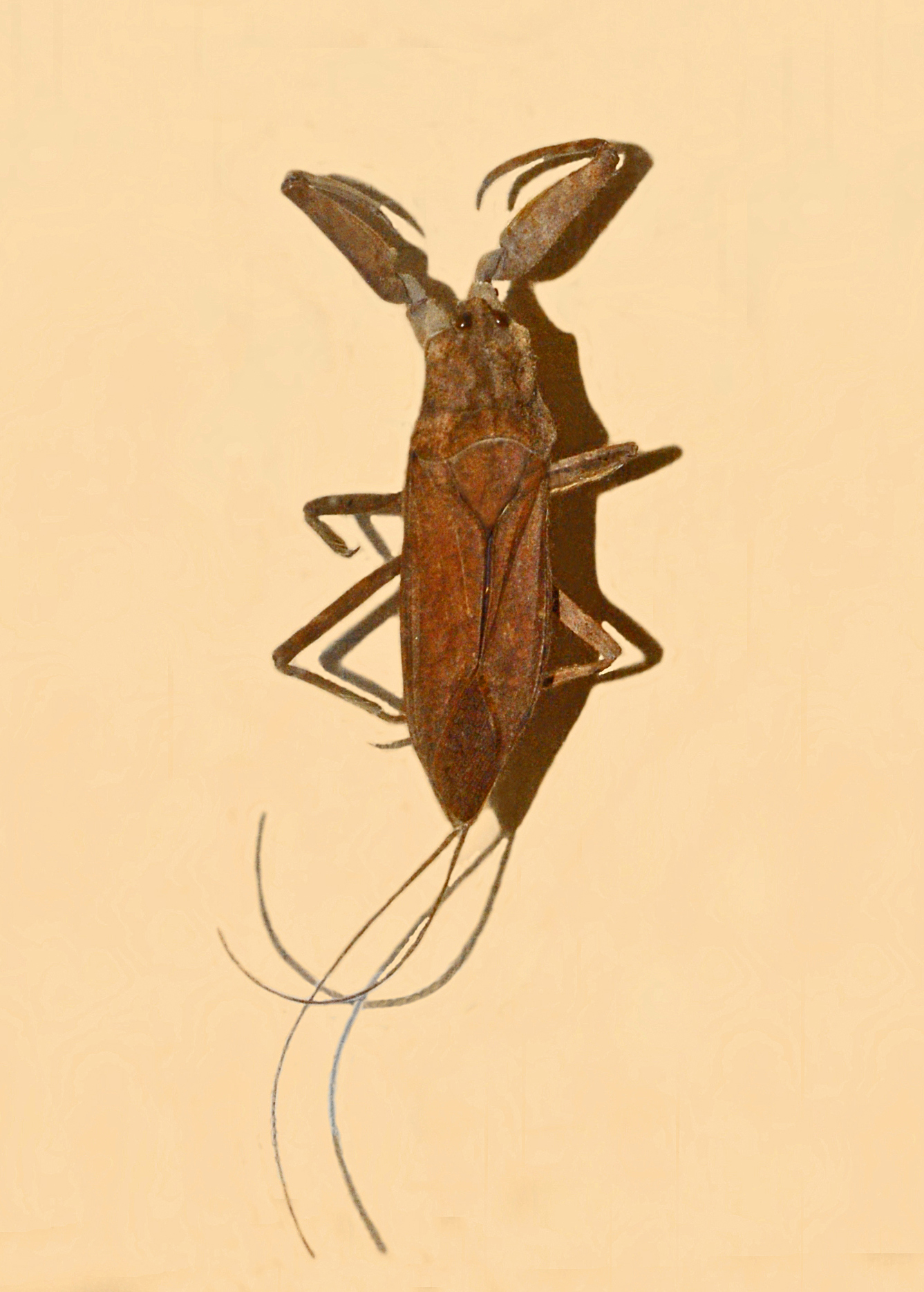
uno scorpione d acqua

Sono insetti di medie o grandi dimensioni, con corpo lungo 1,5-5 cm. La forma del corpo varia considerevolmente: i Nepinae hanno un corpo appiattito, dal profilo ovoidale e relativamente breve, i Ranatrinae hanno un corpo stretto, cilindrico e allungato. Le livree hanno colori poco appariscenti, tendenti al brunastro.
Il capo è piuttosto piccolo in confronto al resto del corpo, privo di ocelli e con occhi piccoli. Le antenne sono brevi, composte da tre articoli e alloggiate in riposo in fossette del cranio situate sotto gli occhi. Il rostro è breve e robusto, composto da tre segmenti e talvolta ricurvo.
Il torace ha il pronoto di forma quadrata o trapezoidale e lo scutello triangolare e abbastanza grande. Le emielitre sono differenziate nella zona prossimale sclerificata, suddivisa in corio e clavo, e nella zona distale membranosa, con una nervatura non robusta. Le zampe sono lunghe e sottili; quelle medie e posteriori poco differenziate e non adattate al nuoto. Le zampe anteriori sono marcatamente di tipo raptatorio: i femori sono robusti ed espansi e nel loro margine ventrale (o interno, secondo il punto di vista) sono percorsi da un solco a cui si adattano le tibie con la chiusura dell'articolazione femoro-tibiale. Questa conformazione permette ai Nepidi di usare le zampe anteriori come pinze per afferrare le prede. In genere il paio di zampe anteriori è proteso in avanti, più o meno divaricate, ricordando la postura tipicamente assunta dagli scorpioni. I tarsi sono formati da un solo segmento.I maschi sono neri le femmine invece sono marrone chiaro.
L'addome degli Scorpioni d'acqua è caratterizzato, come in tutti i Nepoidei, dalla presenza del sifone respiratorio: l'urite VIII forma due lunghi processi, che l'insetto usa per prelevare l'aria dalla superficie restando immerso. A differenza del sifone respiratorio dei Belostomatidae, quello dei Nepidi non è retrattile. Restando in acqua aprono l'addome a bocca.

## Biologia

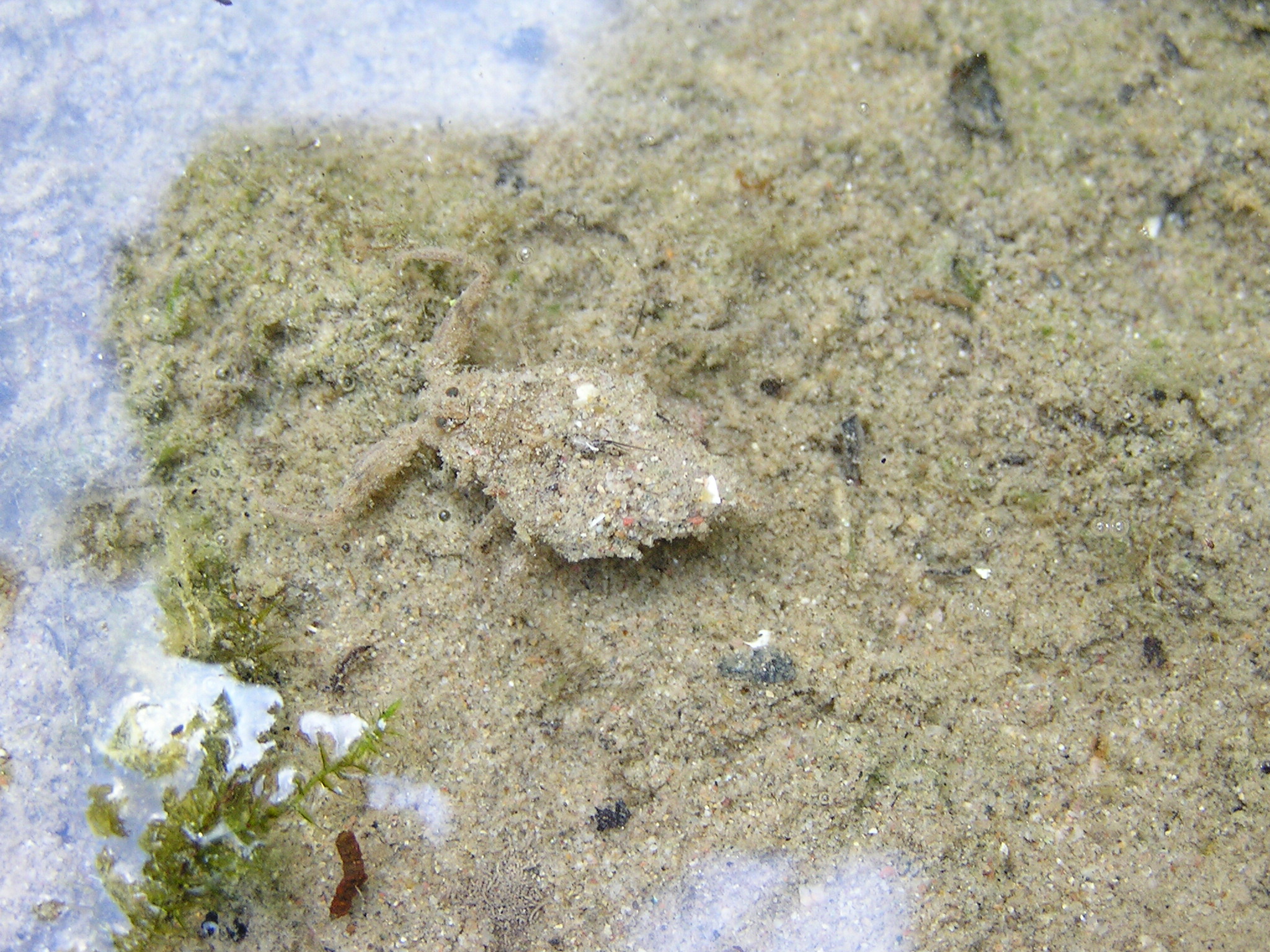
Nepa cinerea, perfettamente mimetizzata nel fondale.

I Nepidi sono insetti acquatici carnivori predatori e vivono in acque tranquille, come stagni o fiumi a corso lento, con fondali fangosi o ricchi di vegetazione sommersa, in cui si mimetizzano facilmente, ma se improvvisamente lo stagno dovesse prosciugarsi o le prede scarseggiare, non esita a volare in cerca di un'altra residenza, normalmente nelle ore notturne non prima di aver compiuto una particolare "ginnastica" atta ad aumentare il ritmo del suo metabolismo, vedi anche i Naucoridi e i Belostomatidi.
La lunghezza degli esemplari adulti, parzialmente terrestri, varia dai 10 agli 11 mm. Le larve, che per crescere interamente subiscono molti processi di muta in un periodo di circa 2 anni, sono interamente acquatiche. Questi insetti si riproducono attaccandosi uno sopra l'altro. Si tratta di una specie ovipara: la femmina depone le uova sulle piante acquatiche poi, sfinita, muore. Il maschio tende a fecondare, emettendo il seme sopra di esse, il maggior numero di uova possibile, dopodiché  esso le sorveglia fino alla schiusa. In seguito continua a prendersi cura dei giovani, proteggendoli nello stagno dove vivono fino alla loro maturazione. I piccoli, sebbene vengano sorvegliati da padre, sono feroci predatori, in quanto attaccano in gruppo le prede sopraffacendole. Infatti, nonostante siano poco agili nei movimenti (nuotano e si immergono in profondità piuttosto lentamente), sono cacciatori attivi e voraci, a spese di Artropodi, Molluschi e altri Invertebrati. Fra le prede preferite si citano le larve delle Zanzare. Come altri Rincoti acquatici, se disturbati possono reagire procurando punture dolorose.

## Alimentazione umana
Alcune specie di Nepidi sono utilizzate nell'alimentazione umana in Thailandia, in Congo, in Madagascar.

## Sistematica
La famiglia comprende circa 230 specie ripartite fra 14 generi in due sottofamiglie:
- Nepinae. Si suddivide in due tribù, Curictini e Nepini. La prima comprende un solo genere (Curicta), diffuso in America, la seconda è cosmopolita.
- Ranatrinae. Si suddivide in tre tribù, Austronepini, Goodnomdanepini e Ranatrini, le prime due comprendono un solo genere (rispettivamente Austronepa e Goodnomdanepa), entrambi endemici dell'Australia; la terza è pressoché cosmopolita.

In Europa sono rappresentate entrambe le sottofamiglie ma limitatamente ad un genere per ciascuna, rispettivamente Nepa per le Nepinae e Ranatra per le Ranatrinae.